# 4 de desembre
El 4 de desembre és el tres-cents trenta-vuitè dia de l'any del calendari gregorià i el tres-cents trenta-novè en els anys de traspàs. Queden 27 dies per finalitzar l'any.

## Esdeveniments
Països Catalans
Resta del món
- 771: Carles I el Gran dit Carlemany assumeix el tron dels francs.[cal citació]
- 1110: Els croats conquereixen Sidò.[1]
- 1563 - Trento: Es clausura el dinovè concili ecumènic de l'Església Catòlica-[2]
- 1977: Protestes a diverses ciutats andaluses per la autonomia. A dia d'avui el 4 de desembre es reivindicat com a diada nacional d'aquest territori per alguns grups nacionalistes i sobiranistes.[3]
- 1997: La UNESCO declara Patrimoni de la Humanitat el Palau de la Música Catalana i l'Hospital de la Santa Creu i Sant Pau, ambdós a Barcelona (Catalunya).[4]
- 2011: Eleccions legislatives russes de 2011.

## Naixements
Països Catalans
- 1656 - Barcelona: Antoni de Villarroel, militar defensor de Barcelona durant el setge de 1714
- 1841 - Barcelona: Maria del Pilar Maspons i Labrós, Maria de Bell-lloc, escriptora catalana[5]
- 1893 - Sabadell: Ferran Llàcer i Carrera, precursor de l'aviació esportiva català.
- 1905 - Barcelona: Maria Soteras i Maurí, jurista catalana[6]
- 1906 - Granollers: Conrad Saló i Ramell, compositor de sardanes, de gran anomenada.
- 1914 - Xàtiva: Cecilia Sanz Sanz, escriptora i metgessa valenciana exiliada del franquisme.[7]
- 1920 - Centelles: Conxa Sisquella i Planas, pintora i artista destacada de la postguerra[8]
- 1926 - Tàrregaː Pilarín Minguell Pont, locutora a Ràdio Tàrrega i actriu (m. 2020).[9]
- 1946 - Manacor, Illes Balears: Maria Antònia Oliver, escriptora mallorquina.[10]

Resta del món
- 34, Volterra: Persi, poeta satíric llatí d'origen etrusc
- 1585, Derby, Derbyshire, Anglaterra: John Cotton, ministre de Nova Anglaterra[11]
- 1595, París, França: Jean Chapelain, escriptor francès[12]
- 1660, Aix-en-Provence, França: André Campra, compositor francès[13]
- 1711: Maria Bàrbara de Bragança, reina d'Espanya.
- 1763: Carlos Martínez de Irujo y Tacón, marquès d'Irujo.
- 1777, Lió, Juliette Récamier, figura de la societat francesa amb un important saló polític i literari (m. 1849).[14]
- 1795, Dumfriesshire, Escòcia: Thomas Carlyle, historiador i pensador britànic[15]
- 1797: George Tupou, rei de Tonga.[cal citació]
- 1800, Copenhaguen: Emil Aarestrup, poeta danès.
- 1801: Karl Ludwig Michelet, filòsof alemany.
- 1839: Melesio Morales, compositor mexicà.
- 1840: Cavall Boig, cap dels sioux oglala
- 1853, Santa Maria Capua Vetere (Itàlia): Errico Malatesta, teòric i activista anarquista italià (m. 1932).[16]
- 1858, Wimbledon, Anglaterra: Grace Frankland, microbiòloga i bacteriòloga anglesa[17]
- 1860: Lillian Russell, actriu americana.
- 1865, Swardeston, Norfolk, Regne Unit: Edith Cavell, infermera britànica[18]
- 1866: Vassili Kandinski, pintor rus.
- 1875: Rainer Maria Rilke, escriptor austríac.
- 1881: Erwin von Witzleben, mariscal de camp alemany.
- 1882, Newton, Kansas: Estrella Eleanor Carothers, zoòloga i genetista estatunidenca (m. 1957).[19]
- 1892, Ferrol, Galícia: Francisco Franco, militar i dictador. Cap d'estat espanyol autoproclamat de 1939 a 1975[20]
- 1898, Sant Sebastià, Guipúscoa, Euskadi: Xavier Zubiri, filòsof basc
- 1903: Cornell Woolrich, escriptor americà.
- 1908: Alfred Day Hershey, biòleg americà.
- 1910: Chester, Pennsilvània, EUA:Alex North, compositor americà[21]
- 1913, Mont-real, Quebec, Canadà: Mark Robson, director de cine canadenc[22]
- 1921, Winnipeg, Canadà: Deanna Durbin, actriu canadenca.[23]
- 1927: 
  - Rafael Sánchez Ferlosio, escriptor espanyol.
  - Palazzolo dello Stella, Udine, Gae Aulenti, arquitecta italiana[24]
- 1936: John Giorno, poeta americà.
- 1938, Sydney, Austràlia, Yvonne Minton, mezzosoprano australiana.
- 1941, l'Havana, Cuba: Humberto Solás Borrego, director de cinema, productor i guionista cubà[25]
- 1942, Inglewood, Califòrnia, EUA: Dennis Wilson, bateria, cantant i compositor nord-americà, membre fundador dels Beach Boys
- 1943: Alfonso Dulanto, ministre xilè.
- 1945, Sault Ste. Marie, Ontario, Canadà: Roberta Bondar, neuròloga, investigadora i astronauta canadenca.[26]
- 1946, Jaén, Andalusia: Karina, cantant i actriu espanyola els anys 60 i 70.
- 1949, Los Angeles, Califòrnia, EUA: Jeff Bridges, actor americà.[27]
- 1955, Jackson, Mississipi: Cassandra Wilson, cantant i compositora de jazz estatunidenca.[28]
- 1956, Straubing, Alemanya Occidental: Hanni Wenzel, esquiadora alpina alemanya.[29]
- 1957: Greg Child, escriptor australià.
- 1958: Luis García Montero, poeta espanyol.
- 1960: Glynis Nunn, atleta australiana.
- 1962: Alexander Litvinenko, militar i espia rus.
- 1963: Serguei Bubka, atleta ucraïnès.
- 1964, Brooklyn, Estat de Nova York, Estats Units: Marisa Tomei, actriu estatunidenca.
- 1965: Álex de la Iglesia, cineasta espanyol.
- 1973: Inglewood, Califòrnia, EUA):Tyra Banks, model americana.[30]
- 1982: Ho-Pin Tung, pilot automobilístic.
- 1984: Brooke Adams, model estatunidenca.
- 1990, Ōmihachiman, Japó: Yukiko Inui, nedadora japonesa de natació sincronitzada, medallista olímpica als JJOO de Rio 2016.[31]
- 1992, Gwacheon, Corea del Sud, Kim SeokJin, cantant de la banda sud-coreana BTS.
- 1996 - Porto: Diogo Jota, futbolista portuguès (m. 2025).

## Necrològiques
Països Catalans
- 1904 - Madrid: Josefa Pujol de Collado, hel·lenista i periodista espanyola.[32]
- 1905 - Maó, Menorca: Maria Elena Maseras i Ribera, metgessa i pedagoga catalana (n. 1853).[33]

- 1914 - Castell de Burriac, Cabrera de Mar, Maresme: Antoni Samarra i Tugues, polifacètic artista català.
- 2005 - Cuernavaca, Mèxic, Gloria Lasso, cantant catalana de música lleugera (n. 1922).[34]
- 2009 - Barcelona, Barcelonès: Jordi Solé i Tura, advocat, polític i professor universitari català.
- 2013 - Sant Feliu de Llobregat, Baix Llobregat: Joana Raspall i Juanola, escriptora, lexicòloga i bibliotecària catalana.[35]
- 2016 - Sant Nazari de Rosselló: Llorenç Planes, escriptor i polític nord-català (n. 1945).

Resta del món

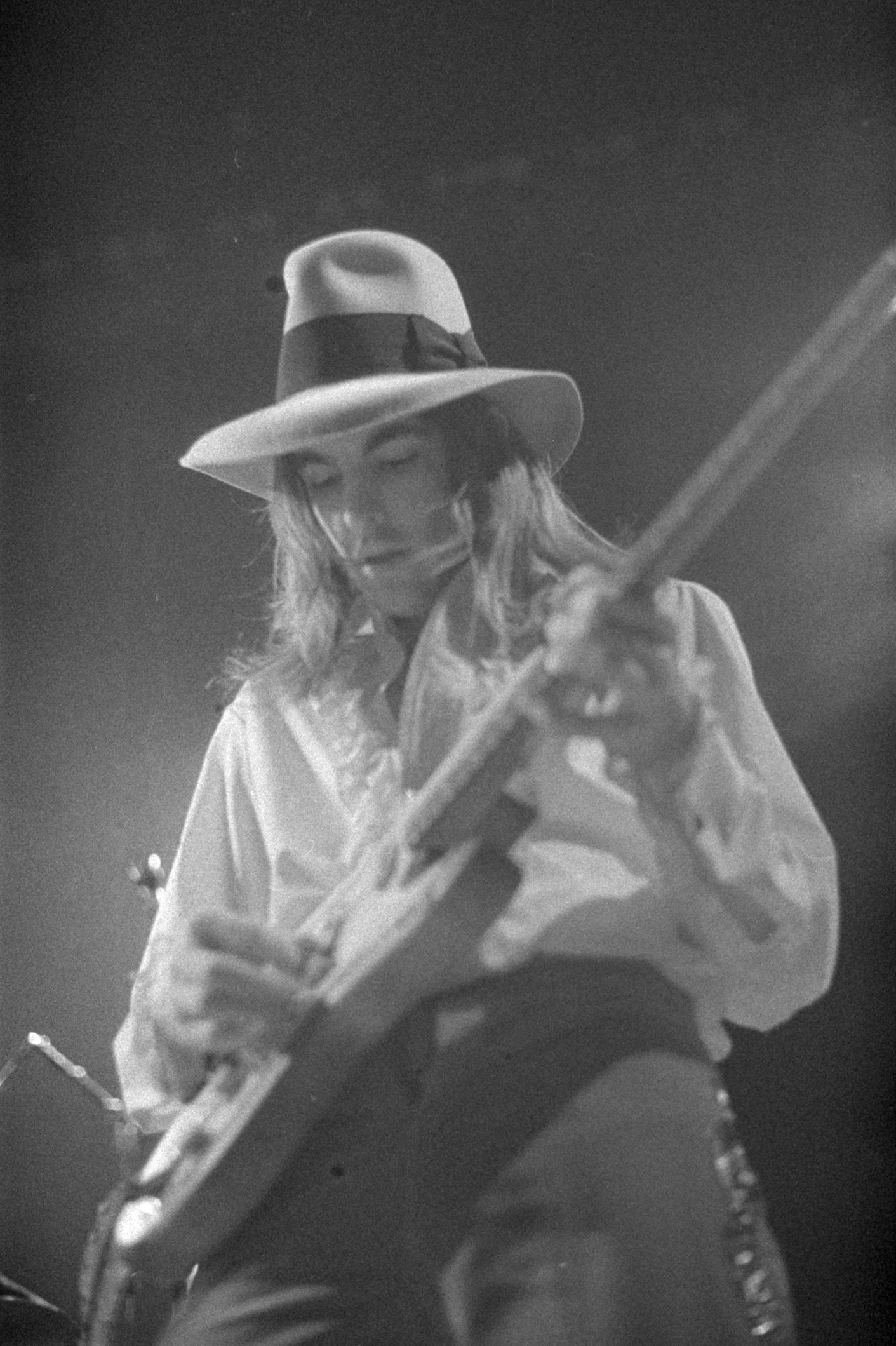
Tommy Bolin (m. 1976)

- 1131 - Nixapur, Ariana:  Omar Khayyam, poeta, matemàtic, filòsof i astrònom persa (m. 1048).
- 1137 - Breitenwang, Tirolː Lotari II, duc de Saxònia, rei dels Romans i emperador del Sacre Imperi Romano-Germànic (n. 1075).[36]
- 1214 - Stirling, Escòcia: Guillem I, el Lleó, rei d'Escòcia de 1165 a 1214 (n. 1143).[37]
- 1245 - Marburg: Cristià de Prússia, primer bisbe de Prússia i fundador de l'Orde de Dobrin.
- 1270 - Teobald II de Navarra, rei de Navarra.
- 1642 - París, França: Armand-Jean du Plessis, cardenal-Duc de Richelieu (n. 1585).[38]
- 1679 - Derbyshire, Anglaterra, Regne Unit: Thomas Hobbes, filòsof anglès. (n. 1588).[39]
- 1696 - Emperadriu Meishō, del Japó.
- 1798 - Luigi Galvani, metge italià.
- 1867 - París: Sophie Rude, pintora francesa i model d'artista (n. 1797).[40]
- 1893 - Heinrich Göbel, inventor alemany.
- 1918 - Rive-de-Gier, departament de Loira, regió d'Alvèrnia-Roine-Alps, França, Marie Bonnevial, mestra, sindicalista i feminista.
- 1926 - Ivana Kobilca, pintora eslovena.
- 1932 - Gustav Meyrink, escriptor austríac.
- 1935 - Charles Robert Richet metge francès, premi Nobel de Medicina el 1913.
- 1941 - Amalia Guglielminetti, poetessa italiana.[41]
- 1945 - Thomas Hunt Morgan, fisiòleg americà, premi Nobel de Medicina el 1933.
- 1951 - Boston, Massachusetts, Estats Units: Pedro Salinas Serrano, poeta de la Generació del 27 (n. 1891).
- 1960 - Luis Astrana Marín, escriptor espanyol, traductor a l'espanyol de tota l'obra de William Shakespeare.
- 1975 - Nova York, Estats Units: Hannah Arendt, politòloga alemanya d'origen jueu (n. 1906).[42]
- 1976 - Tommy Bolin, guitarrista americà (Deep Purple).
- 1976 - Aldeburgh, Suffolk, Anglaterra: Benjamin Britten, compositor anglès (n. 1913).[43]
- 1980 - Stanisława Walasiewicz, atleta polonesa.
- 1987 - Tiblisi (Georgia): Rouben Mamoulian, director de cinema americà (n. 1897).[44]
- 1993 - Los Angeles, Califòrnia, Estats Units: Frank Zappa, músic, cineasta i «compositor americà» (nascut el 1940).[45]
- 1994 - Julio Ramón Ribeyro, escriptor peruà.
- 2004 - Florència, Itàlia: Elena Souliotis, soprano operística grega.
- 2005 - Débora Arango, pintora colombiana.
- 2017 - Madrid: Gabriela Morreale, química italoespanyola, una de les fundadores de l'endocrinologia moderna a Espanya (n. 1930).[46]
- 2021 - Beverly Hills, Califòrnia, Estats Units: Martha De Laurentiis, productora estatunidenca de cinema.(n. 1954)

## Festes i commemoracions
- Sants: Bàrbara (màrtir), advocada contra les tempestes de llamps i trons i patrona de l'Arma d'Artilleria de l'exèrcit espanyol; Joan Damascè, prevere i Doctor de l'Església; beat Pere de Siena, el Pectinari, laic. Fins al 1586: Climent d'Alexandria, Parae de l'Església. També es patrona de Torres de Segre, Segrià, Lleida.
- Dia dels Drets Lingüístics, celebrat al País Valencià i les Illes Balears.[47]